# Metallostichodes
Metallostichodes é um gênero de mariposa pertencente à família Crambidae.